# ولادیمیر کولوف
ولادیمیر کولوف (بلغاری: Владимир Колев؛ زادهٔ ۱۸ آوریل ۱۹۵۳) بوکسور اهل بلغارستان است.
از فیلم‌ها یا برنامه‌های تلویزیونی که وی در آن نقش داشته‌است می‌توان به naghde filme noe 4rom و هویت دوگانه اشاره کرد.